# Боцхајм
Боцхајм (фр. Bootzheim) насеље је и општина у источној Француској у региону Алзас, у департману Доња Рајна која припада префектури Селестат Ерштајн.
По подацима из 2011. године у општини је живело 664 становника, а густина насељености је износила 112,35 становника/km². Општина се простире на површини од 5,91 km². Налази се на средњој надморској висини од 174 метара (максималној 178 m, а минималној 170 m).

## Демографија
| 1962. | 1968. | 1975. | 1982. | 1990. | 1999. | 2011. |
| ----- | ----- | ----- | ----- | ----- | ----- | ----- |
| 286   | 302   | 315   | 345   | 353   | 448   | 664   |

График промене броја становника у току последњих година